# Lisa Stothard
Lisa Stothard (14 dicembre 1962) è un'attrice e modella statunitense.

## Biografia
Inizia la sua carriera sportiva nella Wauwatosa West High School, dove partecipa ai giochi studenteschi di salto in alto dal 1976 al 1980, ottenendo la prestazione di 1,74 mt. Il suo debutto di modella arriva però grazie alla madre Arlene Wilson, titolare di un'agenzia di modelle. Il successo di Lisa, sia in America che in Europa, la porta a tentare la carriera da attrice. Viene scritturata in Italia nel programma televisivo di Canale 5, Grand Hotel, per poi passare alla commedia di Enrico Oldoini Yuppies 2. Sempre nello stesso anno viene chiamata ad interpretare una parte in Italian Fast Food, per poi concludere l'avventura italiana con il film Montecarlo Gran Casinò del 1987.
Ritorna in America dove recita nei telefilm Scandalous e Sisters. Prende quindi parte ai film Scemo e più scemo e Gia - Una donna oltre ogni limite, dove recita accanto ad Angelina Jolie.

## Filmografia

### Cinema
- Italian Fast Food, regia di Lodovico Gasparini (1986)
- Yuppies 2, regia di Enrico Oldoini (1986)
- Montecarlo Gran Casinò, regia di Enrico Oldoini (1987)
- Scemo & più scemo, regia di Peter Farrelly (1994)
- Kingpin, regia di Bobby Farrelly e Peter Farrelly (1996)
- Bloodsport: The Dark Kumite, regia di Elvis Restaino (1999)
- The Debtors, regia di Randy Quaid (1999)
- Tornado - Il vento che uccide (Nature Unleashed: Tornado), regia di Alain Jakubowicz (2005)

### Televisione
- Sisters – serie TV, episodio 5x06 (1994)
- Gia - Una donna oltre ogni limite (Gia), regia di Michael Cristofer – film TV (1998)
- Sinbad – serie TV, episodio 2x14 (1998)
- Fetch, regia di Daniel Bernhardt – cortometraggio TV (2007)

## Programmi televisivi
- Grand Hotel (1986)